# Surinaamse parlementsverkiezingen 2020/Kandidatenlijst/Brokopondo
Dit is de lijst van kandidaten voor de Surinaamse parlementsverkiezingen in 2020 in Brokopondo. De verkiezingen vinden plaats op 25 mei 2020.
De onderstaande deelnemers kandideren op grond van het districten-evenredigheidsstelsel voor een zetel in De Nationale Assemblée. Elk district heeft een eigen lijsttrekker. Los van deze lijst vinden tegelijkertijd de verkiezingen van de ressortraden plaats. Daarvoor geldt het personenmeerderheidsstelsel. De kandidaten voor de ressortraden staan hieronder niet genoemd.

## Kandidaten
Hieronder volgen de kandidatenlijsten op alfabetische volgorde per politieke partij.

### Algemene Bevrijdings- en Ontwikkelingspartij(ABOP)
1. Diana Pokie
2. Fogatie Aserie
3. Antucha Tuinfort

### Alternatief 2020(A20)
1. Medel Vrede
2. Jowinsa Blijer
3. Michel Vlijter

### Broederschap en Eenheid in de Politiek(BEP)
1. Ronny Asabina
2. Suzette Nelson
3. Joan Kent

### Nationale Democratische Partij(NDP)
1. Sergio Akiemboto
2. Wilsientje van Emden
3. Gregory van der Kamp

### Nationale Partij Suriname(NPS)
1. Orlanda Fedis
2. Lilian Amania
3. Aloysiys Aside

### Surinaamse Partij van de Arbeid(SPA)
1. Manienio Vicario Poeketi
2. Richelda Rosina Smit
3. Gabrielle Jocelyn Doebé

### Vooruitstrevende Hervormings Partij(VHP)
1. Jozef Tooy
2. Antonius Goedewacht
3. Irene Main

Kandidaten per partij: A20 · 
ABOP · 
BEP · 
DA'91 · 
DNW · 
DOE · 
HVB · 
NDP · 
NPS · 
PALU · 
PL · 
PRO/APS · 
SDU · 
SPA · 
STREI! · 
VHP · 
VVD
Kandidaten per district: Brokopondo · 
Commewijne · 
Coronie · 
Marowijne · 
Nickerie · 
Para · 
Paramaribo · 
Saramacca · 
Sipaliwini · 
Wanica